# Зазнавшийся цыплёнок (мультфильм)
Зазнавшийся цыпленок (укр. Чванливе курча) — украинский двухцветный мультфильм режиссёра Ипполита Лазарчука, снятый в 1936 году на студии Украинфильм. Фильм считался утерянным, когда он был найден в 2024 году.

## Сюжет
Цыпленок встречает во дворе самовлюбленного Индюка и, насмотревшись на него, сам заражается самомнением. Возомнив себя важной персоной, зазнавшийся Цыпленок уходит со двора на улицу. Испытания, выпавшие на долю зазнайки, помогают ему понять свою ошибку.

## Съёмочная группа[2]
- Авторы сценария — Василий Катинов, Нина Сергиевская.
- Режиссер — Лазарчук, Ипполит Андроникович.
- Композитор — В. Грудин
- Звукооператор — А. Зноско-Боровский